# 안드루스 베르팔루
안드루스 베르팔루(에스토니아어: Andrus Veerpalu, 1971년 2월 8일~)는 에스토니아의 은퇴한 크로스컨트리 스키 선수이다.

## 경력
2006년 2월 17일에 베르팔루는 2006년 동계 올림픽에서 자신의 2번째 금메달을 땄다. 그는 에스토니아에서 가장 뛰어난 올림픽 선수이며 3개의 메달을 보유하고 있다.
베르팔루는 1999년 람자우암다흐슈타인 FIS 세계 노르딕 스키 선수권 대회 50km에서 미카 뮐륄래에 이어서 은메달을 땄다. 그는 2001년 라티 세계 선수권 대회 15km에서 5위를 했고 30km에서 금메달을 땄다. 베르팔루는 2010년 동계 올림픽 때 남자 50km, 집단 출발 클래식에서 6위를 했다.
안드루스 베르팔루는 2009년 리베레츠 세계 선수권 대회 15km 클래식 부문에서 우승하면서 역사상 가장 나이가 많은 세계 챔피언이 되었다. 그는 38세였다. 그는 개인전에서 최고령 올림픽 챔피언이다.
베르팔루는 마리아리사 키르베스니에미, 하리 키르베스니에미와 요헨 베흘레 이후 동계 올림픽 크로스컨트리 스키 종목에 6번 참가한 4번째 선수이다.
2011년 2월 23일에, 베르팔루는 만성적인 무릎 부상 때문에 선수 생활을 마감할 것이라고 발표했다.

## 도핑
베르팔루가 은퇴한지 수개월 만에 HGH(성장호르몬)양성 반응을 보였다고 발표했지만 그는 HGH 치료를 근거로 결백을 주장했다. 에스토니아 생화학 의사들은 판결이 자연 배경 호르몬과 인공 HGH를 구별할 만한 확실한 방법이 없다고 설명했다. 베르팔루는 FIS에게 테스트 결과를 항소했다. FIS 반도핑 수령위원회는 베르팔루가 유죄 판결을 받았기 때문에 그의 선수 자격 정지 징계 기간을 3년으로 연장했다.

## 개인 생활
그는 안겔라 베르팔루와 결혼했으며 5명의 자녀를 두고 있다.